# Baude Cordier

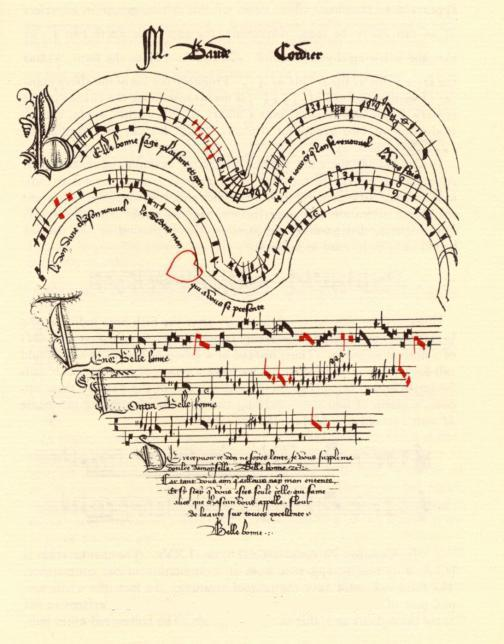
Cordier's rondo over liefde, Belle, Bonne, Sage, is genoteerd in de vorm van een hart, met rode noten die de ritmische veranderingen aangeven.

Baude Cordier (Reims, omstreeks 1380 - overleden voor 1440) was een Franse componist.
Er is wel verondersteld dat Cordier het pseudoniem is van Baude Fresnel. De werken van Cordier worden beschouwd als de eerste voorbeelden van ars subtilior. Overeenkomstig deze stroming rode noten notatie, ook wel notenkleuring genoemd, een techniek uit de dagelijkse praktijk van zwarte mensurale notatie. De verandering van kleur geeft een wijziging aan in het ritme. (Deze muzikale stijl en de wijze van notatie wordt ook aangeduid als "maniërisme" en "gemanierde notatie".)
Tien van de seculiere muziekwerken van Cordier zijn overgeleverd, waarvan de meeste zijn geschreven in de vorm van een rondo:
- Sommige zijn geschreven in de complexe notatie van de late veertiende eeuw van ars subtilior, zoals "Amans amés secretement" (Minnaars, bemin discreet).[3]
- Andere zijn eenvoudiger, met meer nadruk op de lyrische melodie, zoals "Belle, Bonne, Sage", eveneens getranscribeerd in HAM, en gekarakteriseerd met "Minnaars" als een rondo.

Twee liederen van Baude Cordier bevinden zich in het Chantilly Codex en zijn bekende voorbeelden van ogenmuziek:
- Het liefdeslied "Belle, Bonne, Sage" ("Aantrekkelijk, Goed, Verstandig"). Het  handschrift is uitgevoerd in de vorm van een hart.[4][5]
- Een cirkelvormige uitgave canon "Tout par compas suy composés" ("Met een kompas werd ik gecomponeerd")—een blikvanger waarin de compositie is uitgevoerd in een cirkelvorm.[6][7]

Zijn meeste composities heeft Cordier geschreven in de nadien eenvoudiger vijftiende-eeuwse muzieknotatie.